# (4043) Perolof
(4043) Perolof est un astéroïde de la ceinture principale.

## Description
(4043) Perolof est un astéroïde de la ceinture principale. Il fut découvert le 17 octobre 1977 à l'Observatoire Palomar par Cornelis Johannes van Houten, Ingrid van Houten-Groeneveld et Tom Gehrels. Il présente une orbite caractérisée par un demi-grand axe de 3,11 UA, une excentricité de 0,10 et une inclinaison de 6,6° par rapport à l'écliptique.

## Compléments